# Fontanili di Povegliano
Fontanili di Povegliano este o arie protejată (arie specială de conservare — SAC, sit de importanță comunitară — SCI, arie de protecție specială avifaunistică — SPA) din Italia întinsă pe o suprafață de 118 ha, integral pe uscat.

## Localizare
Centrul sitului Fontanili di Povegliano este situat la coordonatele 45°20′33″N 10°54′01″E / 45.3425°N 10.900278°E.

## Înființare
Situl Fontanili di Povegliano a fost declarat sit de importanță comunitară în septembrie 1995 pentru a proteja 4 specii de animale. Alte tipuri de protecție:
- arie de protecție specială avifaunistică (în august 2003)
- arie specială de conservare (în iulie 2018)[1][2][3]

## Biodiversitate
Situată în ecoregiunea continentală, aria protejată conține 1 habitat natural: Cursuri de apă de la nivel de câmpie la nivel montan, cu vegetație Ranunculion fluitantis și Callitricho-Batrachion.
La baza desemnării sitului se află mai multe specii protejate:
- păsări (2): sfrâncioc roșiatic (Lanius collurio), mărăcinar negru (Saxicola torquatus)
- amfibieni (1): Rana latastei
- nevertebrate (1): Austropotamobius pallipes

Pe lângă speciile protejate, pe teritoriul sitului au mai fost identificate 4 specii de plante, 2 specii de pești.